# Landschaftsschutzgebiet Eichelbach
Das Landschaftsschutzgebiet Eichelbach mit 37,5 ha Flächengröße liegt westlich und nördlich der Bebauung von Barntrup. Es wurde 2006 mit dem Landschaftsplan Oberes Begatal durch den Kreistag des Kreises Lippe als Landschaftsschutzgebiet (LSG) ausgewiesen.

## Beschreibung
Das LSG ist vom Landschaftsschutzgebiet Lipper und Pyrmonter Bergland umgeben, sofern nicht Bebauung angrenzt. Das Schutzgebiet umfasst eine große Hauptfläche und zwei kleine Nebenflächen. Das LSG umfasst Teile des Laufs des Eichelbaches und namenlose mäandrierende Nebenbäche mit Bereichen der Aue. Im LSG am Westzufluss liegen mehrere intensiv bewirtschaftete Fischteiche. Am Ostrand dieses Bereichs liegt ein kleiner, unbewirtschafteter Teich mit niedrigwüchsigen Uferfluren und einer Wasserlinsendecke.
Zum Landschaftsschutzgebiet führt der Landschaftsplan aus: „Das Gesamtgebiet hat eine Bedeutung als Vernetzungsbiotop zwischen der Bega-Aue und auenfernen Waldgebieten. Das Landschaftsschutzgebiet weist einen gut ausgebildeten Biotopkomplex mit einer hohen strukturellen Vielfalt auf und ist wertvoll für Amphibien, Libellen, Höhlenbrüter, Hecken- und Gebüschbrüter. Im Bereich kommen naturnahe Bäche, Lebensraumtypen nach Anhang I-FFH, Altholz und wertvolle Grünlandflächen vor. Das Gebiet hat eine regionale bis landesweite Bedeutung und liegt innerhalb der Biotopverbundflächen der LÖBF NRW VB-DT-3920-007 "Hohe Asch, Gr. Egge, Hettberg, Rott, Brommberg u. Mönkeberg, VB-DT-3920-008 "Nebentälchen und Oberlauftälchen der Bega bei Barntrup", VB-DT-3920-009 "Begatal zwischen Farmbeck und Barntrup".“

## Schutzzwecke für das LSG
Laut Landschaftsplan erfolgte die Ausweisung des LSG
- „zur Erhaltung und Wiederherstellung der Leistungsfähigkeit des Naturhaushaltes in ökologisch besonders wertvoll strukturierten Bereichen mit Wasser-, Klima- und Biotopschutzfunktionen,“
- „zur Erhaltung und Wiederherstellung von Quellbereichen und naturnahen Fließgewässern, Wald- und Grünlandbereichen unterschiedlicher Feuchtestufen, Feldgehölzen, Hecken und Obstwiesen,“
- „zur Erhaltung morphologisch ausgeprägter Bereiche zur Sicherung der landschaftlichen Eigenart und Vielfalt für die Erholung,“
- „zur Erhaltung wertvoller Biotopkomplexe aus Wald-Grünlandbereichen, Fließgewässern und Quellen sowie Biotopen nach § 62 LG mit wichtigen Refugial-, Puffer-, Trittstein- und Vernetzungsfunktionen,“
- „zur Erhaltung und Wiederherstellung wichtiger Rückzugsräume für die bedrohte Tier- und Pflanzenwelt,“
- „zur Sicherung von kulturhistorisch bedeutsamen Landschaften, z. B. Terrassenkulturlandschaften,“
- „zur Sicherung der das Orts- und Landschaftsbild gliedernden und belebenden und die dörflichen Siedlungsstrukturen prägenden Freiraumelemente.“[1]

## Rechtliche Vorschriften
Im Landschaftsschutzgebiet ist unter anderem das Errichten von Bauten und das Anlegen von Fischteichen verboten.